# Twink (musicista)
John Charles Edward Alder, meglio conosciuto con lo pseudonimo Twink (Colchester, 29 novembre 1944), è un batterista, cantautore e attore britannico figura centrale della psichedelia britannica negli anni sessanta e settanta. Nel 2006 si è convertito all'Islam cambiando nome in Mohammed Abdullah, ma continuando a usare il nome Twink nei dischi.
È stato attivo sin dalla metà degli anni sessanta dimostrandosi uno dei più originali batteristi e musicisti inglesi, figura di culto e di ispirazione per moltissimi musicisti, partecipando alla realizzazione di dischi epocali per la psichedelia britannica come l'album eponimo dei Tomorrow, S.F. Sorrow dei Pretty Things e quello da solista Think Pink.

## Biografia

### Gli anni '60
Inizia la sua carriera nel 1963 suonando nei Dane Stephens and the Deep Beats diventati poi The Fairies, adottando però in breve il soprannome Twink, probabilmente a causa delle lozioni per capelli Twink che gli venivano regalate; dopo qualche singolo il gruppo si scioglie nel 1967.
Nel frattempo però già suonava negli In-crowd, con Keith West e Steve Howe: in breve il gruppo cambiò nome, divenendo Tomorrow. Il loro unico disco è uno dei capolavori dell'epoca; il gruppo non ebbe molto successo sciogliendosi in breve tempo: Keith West intraprese la carriera solista, Steve Howe dopo qualche anno di gavetta approdò negli Yes. Twink invece, dopo qualche singolo con gli Aquarian Age, gruppo composto da lui e da Junior, già bassista dei Tomorrow, entrò nei Pretty Things al posto di Skip Alan.
Con questo gruppo suona alcuni brani in quella che viene considerata la prima opera rock del Regno Unito, S.F. Sorrow.

### Think Pink
Dopo questa breve parentesi, conclusasi tra l'altro in modo brusco, Twink fa uscire il suo primo album solista, Think Pink. È un LP originale e sperimentale, influenzato da sonorità hard e psichedeliche, con la rivisitazione di 10000 Words in a Cardboard Box del suo precedente gruppo Aquarian Age. Nel disco partecipano anche i componenti dei Deviants, tra cui Mick Farren e Paul Rudolph, oltre a Steve Peregrin Took dai Tyrannosaurus Rex di Marc Bolan.
Dopo quest'album ha contribuito alla nascita dei Pink Fairies, insieme a Took e Rudolph.
Uscito nel '71 dal gruppo transita per un po' negli Stars di Syd Barrett.

### Gli anni successivi e gli altri progetti
Ritorna sulla scena musicale ritorna negli anni '80 con i The Ring, una ricomparsa nei Pink Fairies e come ospite nel disco dei Plasticland You Need a Fairy Godmother.
Nell'86 esce un suo singolo Apocalipstic, autoprodotto, nel 1990 esce un nuovo album Mr. Rainbow.
È apparso negli anni ottanta in alcune serie televisive trasmesse sulla BBC come 'Allo 'Allo!, David Copperfield o Chocky's Challenge.
Nel febbraio 2018 insieme al musicista Emilio Sorridente ha eseguito dal vivo per la prima volta in quasi 50 anni il celebre album 'Think Pink', al Museo del Rock di Catanzaro.
Ha in seguito abbracciato la fede musulmana cambiando il proprio nome in Mohammed Abdullah e trasferendosi a Marrakech in Marocco.

## Discografia
Album in studio
- Tomorrow (1968, con i Tomorrow)
- 50 Minute Technicolor Dream (registrato nel 1967 e pubblicato nel 1998, con i Tomorrow)
- S.F. Sorrow (1968, con i The Pretty Things)
- Think Pink (1970, solista)
- Never Never Land (1971, con i Pink Fairies)